# Bronowice (województwo lubelskie)
Bronowice – wieś w Polsce położona w województwie lubelskim, w powiecie puławskim, w gminie Puławy. Leży przy drodze wojewódzkiej nr 738 i jej odgałęzieniu – drodze wojewódzkiej nr 741.
Prywatna wieś szlachecka, położona była w drugiej połowie XVI wieku w powiecie radomskim województwa sandomierskiego.
W latach 1954–1957 wieś należała i była siedzibą władz gromady Bronowice, po jej zniesieniu w gromadzie Góra Puławska. W latach 1975–1998 miejscowość należała administracyjnie do ówczesnego województwa lubelskiego.
Wieś stanowi sołectwo gminy Puławy. Według Narodowego Spisu Powszechnego z roku 2011 wieś liczyła 550 mieszkańców.
Przez Bronowice płynie rzeczka Klikawka, która jest dopływem Wisły. W miejscowości istniał kiedyś zamek wybudowany przez Krzysztofa Firleja, a po jego zburzeniu powstał pałac Herniczków. Do naszych czasów zachowały się tylko schody, na miejscu pałacu zbudowano szkołę, w której w 2010 r. zrobiono boiska. Znajduje się tu też zabytkowy park, w którym pracował ojciec Ewy Szelburg-Zarębiny. Na skrzyżowaniu dróg stoi, postawiony w 1917 roku, pomnik upamiętniający przegląd wojsk Tadeusza Kościuszki podczas wojny.
Wierni Kościoła rzymskokatolickiego należą do parafii św. Wojciecha w Górze Puławskiej.

## Historia
Od czasów średniowiecza Bronowice należały do grodów systemu grodów, które strzegły przeprawy przez Wisłę. W XV wieku właścicielem Bronowic, był Warsz Michałowski. W XVI wieku, tereny miejscowości przeszły pod władanie Firlejów. W drugiej połowie XVI wieku, Krzysztof Firlej herbu Lewart – ówczesny właściciel zbudował w tym miejscu siedzibę rodową o charakterze obronnym i założył malowniczy ogród z widokiem na przeciwległy brzeg Wisły.
Od II połowy XVII wieku dobra bronowickie poprzez częstą zmianę właścicieli podupadały i w I połowie XIX wieku z pałacu wybudowanego 200 lat wcześniej pozostała jedynie dwukondygnacyjna wieża mieszkalna określana mianem pałacyku mieszkalnego.
W 1876 r. dobra bronowickie (Bronowice wraz z folwarkami Kajetanów, Łęki i Sarnów) nabył Kazimierz Franciszek Herniczek herbu Kotwicz, syn Stanisława Herniczka z Potoczka i Heleny z Prądzyńskich (córki gen. Ignacego Prądzyńskiego). Około 1880 roku na piwnicach dawnego zamku wzniesiono nowy pałac. Założony w owym czasie park wraz z aleją grabową zachował się do czasów dzisiejszych.
10 kwietnia 1899 r. w domku dworskiego ogrodnika urodziła się Ewa Szelburg-Zarembina, powieściopisarka, poetka, dramaturg, eseistka.
Herniczkowie byli ostatnimi właścicielami majątku. Pałac w Bronowicach spłonął w 1945 r. wraz z biblioteką i pamiątkami rodzinnymi. Ostatecznie w 1958 r. ruiny pałacu rozebrano i wybudowano szkołę.
Jak głosi legenda, w Bronowicach przeglądu swoich wojsk dokonał Tadeusz Kościuszko. W 1917 roku w setną rocznicę śmierci przywódcy insurekcji kościuszkowskiej społeczeństwo wybudowało pomnik upamiętniający to wydarzenie, który istnieje do dziś. Obecnie w Bronowicach działa szkoła podstawowa, dwa sklepy spożywczo-przemysłowe i jednostka Ochotniczej Straży Pożarnej.